# Řízený let do terénu

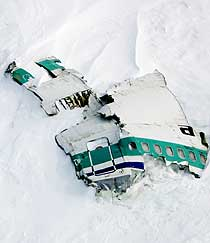
Část trupu po nárazu letadla Air New Zealand během letu 901 v roce 1979. Všech 257 pasažérů na palubě zemřelo.

Řízený let do terénu (anglicky Controlled flight into terrain, zkráceně CFIT) je termín označující situaci, kdy je provozuschopné letadlo plně pod kontrolou svých pilotů neúmyslně navedeno do země, hory nebo jiné překážky. Posádka si tuto skutečnost uvědomí až v okamžiku, kdy je pozdě.
Termín zavedli inženýři firmy Boeing koncem sedmdesátých let, když zjistili, že jde o nejčastější situaci, kdy dojde k smrtící letecké nehodě. Od zavedení tryskových motorů v osobní přepravě už došlo v souvislosti s řízeným letem do terénu k více než 9000 úmrtí.
Příkladem takového letu je letecká katastrofa slovenského An-24 v roce 2006, při níž zahynulo 42 osob a jedna přežila.

## Varovné systémy
Pro zabránění těchto nehod se na palubě dopravních letounů osazují varovné elektronické systémy TAWS. Pokud jsou řádně nastaveny a posádka signály neignoruje, je účinnost moderních systémů prakticky stoprocentní. Příkladem nedbání varování a následné nehody je havárie polského prezidentského speciálu u Smolenska.